# Luke Evangelista
Luke Evangelista (Toronto, Ontario, 21 de febrero de 2002) es un jugador profesional canadiense de hockey sobre hielo que se desempeña en la posición de extremo derecho en Nashville Predators, equipo de la National Hockey League (NHL).

## Carrera
Fue seleccionado en la segunda ronda en la NHL Entry Draft de 2020. En 2022 hizo su debut profesional con el equipo Nashville Predators, donde lleva jugando dos temporadas.